# Retrostium amphiroae
Retrostium amphiroae är en svampart som beskrevs av Nakagiri & Tad. Ito 1997. Retrostium amphiroae ingår i släktet Retrostium och familjen Spathulosporaceae.   Inga underarter finns listade i Catalogue of Life.